# Palus Epidemiarum
Palus Epidemiarum (Pântano das epidemias) é um pequeno mar lunar com cerca de 286 km de diâmetro.